# Baraniarky
Baraniarky je hora v Malé Fatře nedaleko Pekelníku. Dosahuje výše 1270 m n. m. Vrchol hory je na rozdíl od jeho svahů bez lesního porostu, je z něj široký výhled do blízkého i dalekého okolí.